# Aetanthus ovalis
Aetanthus ovalis är en tvåhjärtbladig växtart som beskrevs av Henry Hurd Rusby. Aetanthus ovalis ingår i släktet Aetanthus och familjen Loranthaceae. Inga underarter finns listade i Catalogue of Life.